# Piero di Cosimo
Piero di Cosimo, nato Pietro di Lorenzo (Firenze, 1461 circa – Firenze, 12 aprile 1522), è stato un pittore italiano.

## Biografia

### Origini e formazione
Figlio di Lorenzo di Pietro d'Antonio, artigiano "secchiellinaio" di modesta condizione, nacque nel 1461 o nel 1462 a Firenze in via della Scala, primo di quattro fratelli, Giovanni, Girolamo e Vanna.
È documentato nel 1480 apprendista non salariato nella bottega del pittore Cosimo Rosselli, da cui prenderà il nome col quale è rimasto noto. Cosimo, dice il Vasari: «… lo prese più che volentieri, e fra molti discepoli ch'egli aveva, vedendolo crescere, con gli anni e con la virtù gli portò amore come a figliuolo e per tale lo tenne sempre». Giorgio Vasari, suo principale biografo, sostiene che Piero di Cosimo abbia trascorso gli ultimi anni della sua vita in modo cupo. La causa potrebbe essere attribuita all'influenza nell'arte religiosa di Girolamo Savonarola.

### A Roma
Nel 1481 fu a Roma col maestro per lavorare nella Cappella Sistina: «…chiamato da papa Sisto, per far le storie della cappella, in una delle quali Piero fece un paese bellissimo… E perché egli ritraeva di naturale molto eccellentemente, fece a Roma molti ritratti di persone segnalate e in particolare quello di Verginio Orsino e di Ruberto Sanseverino, i quali misse in quelle storie. Ritrasse ancora poi il duca Valentino figlio di papa Alessandro Sesto; la qual pittura ad oggi, non si trova; ma bene il cartone di sua mano, ed è appresso al reverendo e virtuoso Messer Cosimo Bartoli, proposto di San Giovanni».

### Rientro a Firenze
Rientrò a Firenze nel 1483 e del 1488 è la Sacra conversazione, ora nella Galleria dello Spedale degli Innocenti: "Era molto amico di Piero lo spedalingo de li Innocenti, e volendo far fare una tavola, che andava all'entrata di chiesa a man manca alla cappella del Pugliese, la allogò a Piero, il qual con suo agio la condusse al fine, ma prima fece disperare lo spedalingo; che non ci fu mai ordine che la vedesse se non finita, e quanto ciò gli paresse strano, e per l'amicizia e per il sovenirlo tutto il dì di danari e non vedere quel che si faceva, egli stesso lo dimostrò, che all'ultima paga non gliele voleva dare se non vedeva l'opera. Ma minacciato da Piero che guasterebbe quel che aveva fatto, fu forzato dargli il resto, e con maggior collera che prima aver pazienza che la mettesse su, et in questa sono veramente assai cose buone".
Il 13 ottobre 1489 la famiglia Capponi pagò 6 fiorini all'artigiano legnaiolo Chimenti del Tasso per la cornice della tavola d'altare della cappella della chiesa fiorentina di Santo Spirito, la pala della Visitazione, ora nella National Gallery di Washington.
Nel 1498 è documentato ancora residente in via della Scala, capofamiglia e proprietario di beni ereditati dai genitori, con case, vigne e ulivi a Carmignano. Nel 1503 si iscrisse alla Compagnia di San Luca, la confraternita degli artisti, e l'8 maggio 1504 all'Arte dei Medici e Speziali. Il 10 marzo 1506 le suore del convento di San Cresci a Valcava, nel Mugello, spedirono a Napoli una sua Madonna, non identificata.

### LeStorie dell'umanità primitiva

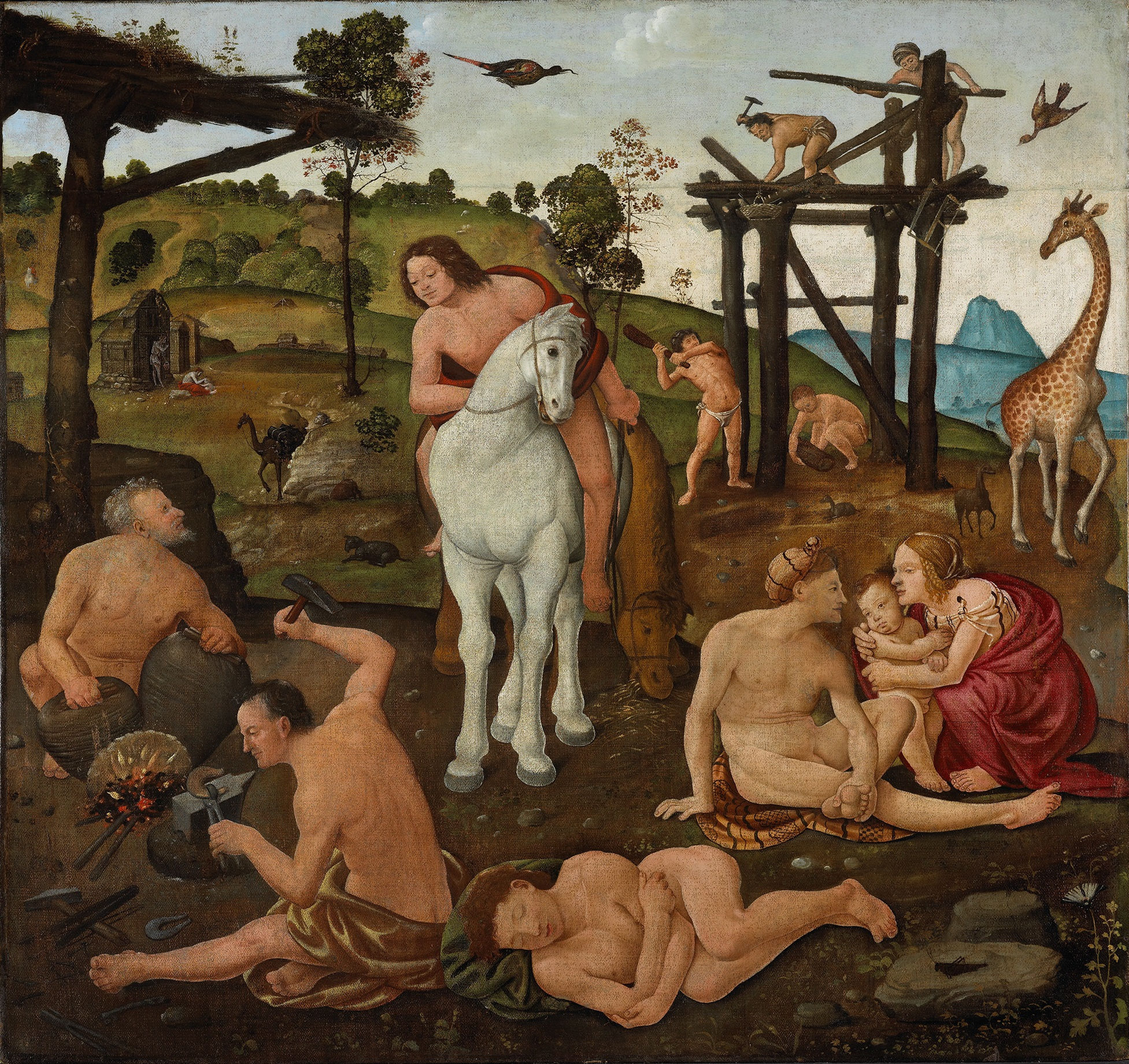
Vulcano ed Eolo, ca 1505, Ottawa, National Gallery of Canada

Agli inizi del Cinquecento Piero andò accentuando le singolarità del proprio stile, allontanandosi ulteriorment dal dibattito artistico dominante. La pittura sacra si fece per lui più severa e intensa, quella profana venata da simbolismi complessi.
Intorno al 1500-1505 l'artista dipinse tre spalliere per Francesco Del Pugliese, suo grande committente, con scene della vita primordiale degli uomini incapaci di controllare e utilizzare il fuoco: il primo pannello, la Caccia, presenta figure umane seminude, satiri, centauri e animali che lottano ferocemente ignari del pericolo costituito dall'incendio che divampa sullo sfondo, nel secondo, il Ritorno dalla caccia, si rappresentano le prime forme di vita comunitaria e l'utilizzo di primitive tecniche di costruzione, nel terzo, l'Incendio nella foresta, un uomo rivestito di abiti, consapevole dell'incendio, tenta di catturare bovini terrorizzati.
Erwin Panofsky collegò a questi tre pannelli anche due tavole con la Caduta di Vulcano e Vulcano ed Eolo maestri dell'umanità: nella prima Vulcano, scaraventato dall'Olimpo, viene soccorso dalle fanciulle di Lemno; nella seconda, Vulcano adulto, assistito da Eolo, lavora in una primitiva fucina e mostra ad un uomo su un cavallo domato l'uso del fuoco e le tecniche di lavorazione dei metalli; sullo sfondo, accanto ad una giraffa mansueta, si sta innalzando un'abitazione con tronchi non ancora squadrati e in primo piano una famiglia e un dormiente alludono sia al fatto che il lavoro di Vulcano inizia sul far della notte sia che sta per sorgere una nuova era della civiltà.
I cinque dipinti, insieme ad altri perduti, ornavano forse la casa fiorentina del mercante Francesco del Pugliese, due volte priore di Firenze, antimediceo e antisavonaroliano, bandito nel 1513 per aver insultato pubblicamente Lorenzo de' Medici il Giovane. La concezione del lento evolversi della civiltà attraverso il progresso tecnico e intellettuale, rara e comunque eterodossa sia rispetto alla concezione classica che a quella cristiana, si può ritrovare sia in Lucrezio che in Vitruvio, quest'ultimo citato da Boccaccio nella Genealogia Deorum. L'artista ritornò su questi temi sia con due tavole dipinte per Giovanni Vespucci con la scoperta e il dono del vino agli uomini da parte di Bacco, sia con due tavole di cassoni col mito di Prometeo ed Epimeteo.

### LaLiberazione di Andromeda

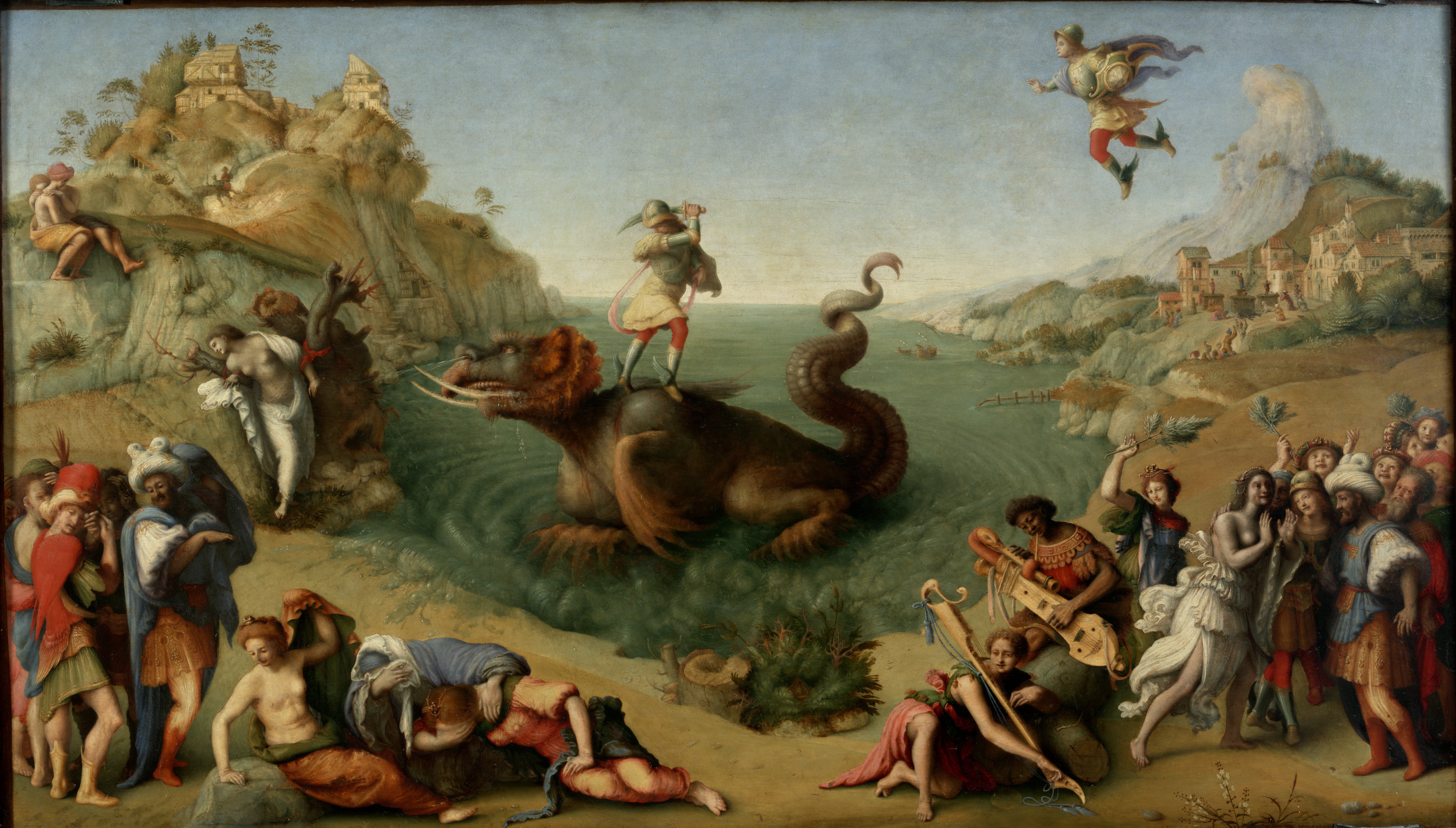
Liberazione di Andromeda (1520 circa), Firenze, Uffizi

L'8 dicembre 1515 gli vengono pagati 58 fiorini per lavori di addobbi eseguiti in occasione della visita a Firenze, il 20 novembre, di papa Leone X.
La Liberazione di Andromeda, agli Uffizi, è da alcuni indicata come la sua ultima opera, anche se studi più recenti la datano al 1510 o 1513. Scrisse Vasari: «…un quadro di figure piccole, quando Perseo libera Andromeda dal mostro, che v'è dentro certe cose bellissime… non fece mai Piero la più vaga pittura né la meglio finita di questa, atteso che non è possibile veder la più bizzarra orca marina né la più capricciosa di quella che si immaginò di dipignere Piero con la più fiera attitudine di Perseo, che in aria la percuote con la spada; quivi fra 'l timore e la speranza si vede legata Andromeda, di volto bellissima, e qua inanzi molte genti con diversi abiti strani sonando e cantando, ove sono certe teste che ridono e si rallegrano di vedere liberata Andromeda, che sono divine; il paese è bellissimo et un colorito dolce e grazioso, e quanto si può unire e sfumare colori, condusse questa opera con estrema diligenza».
Vasari riporta come data della morte il 1521: «Laonde per sì strane sue fantasie vivendo stranamente si condusse a tale, che una mattina fu trovato morto appiè d'una scala, l'anno MDXXI; et in San Pier Maggiore gli fu dato sepoltura». In realtà documenti contemporanei ricordano l'artista morto di peste il 12 aprile 1522.

## Ingegno astratto e difforme…

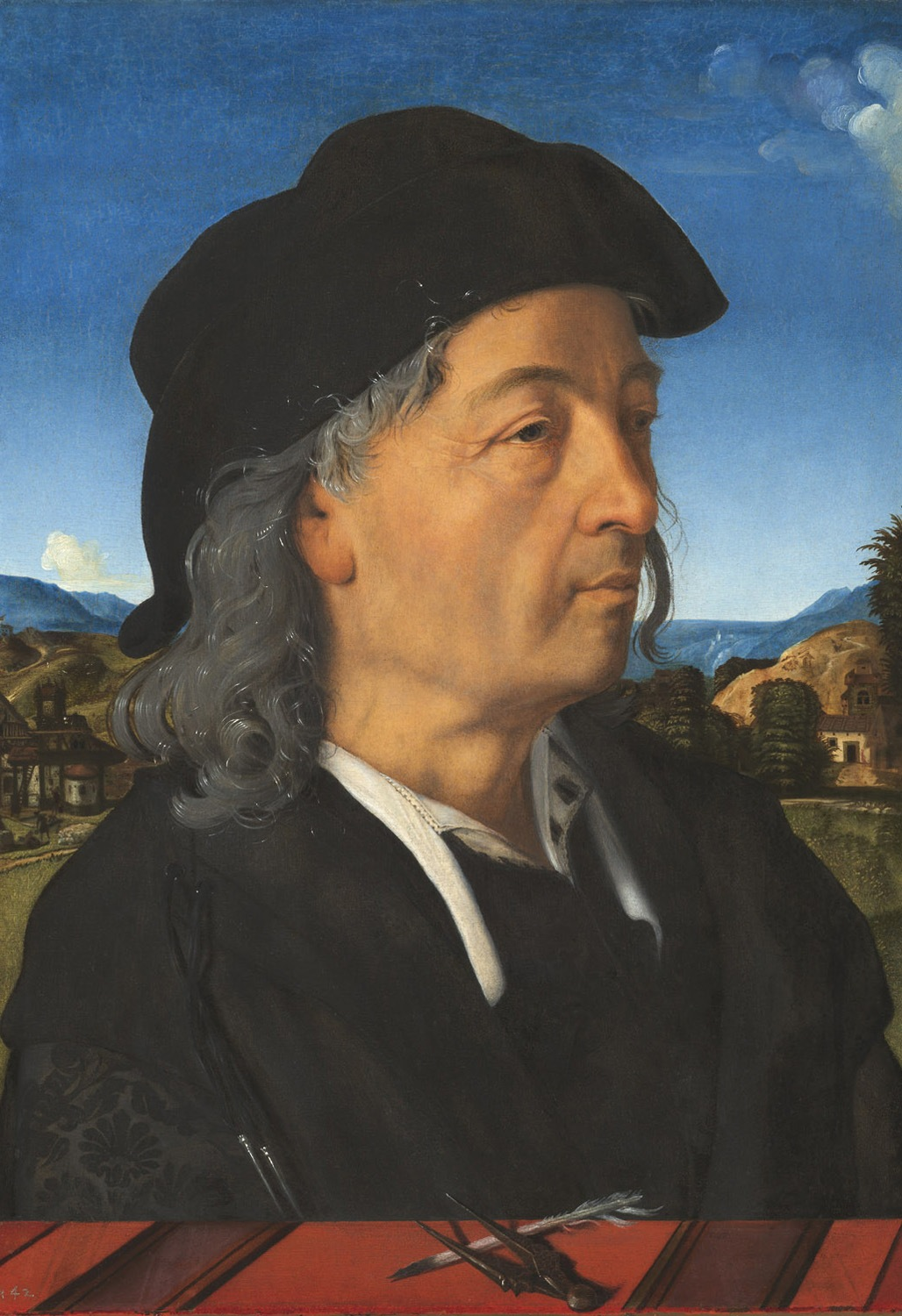
Ritratto di Giuliano da Sangallo (1482-1485 circa), Amsterdam, Rijskmuseum

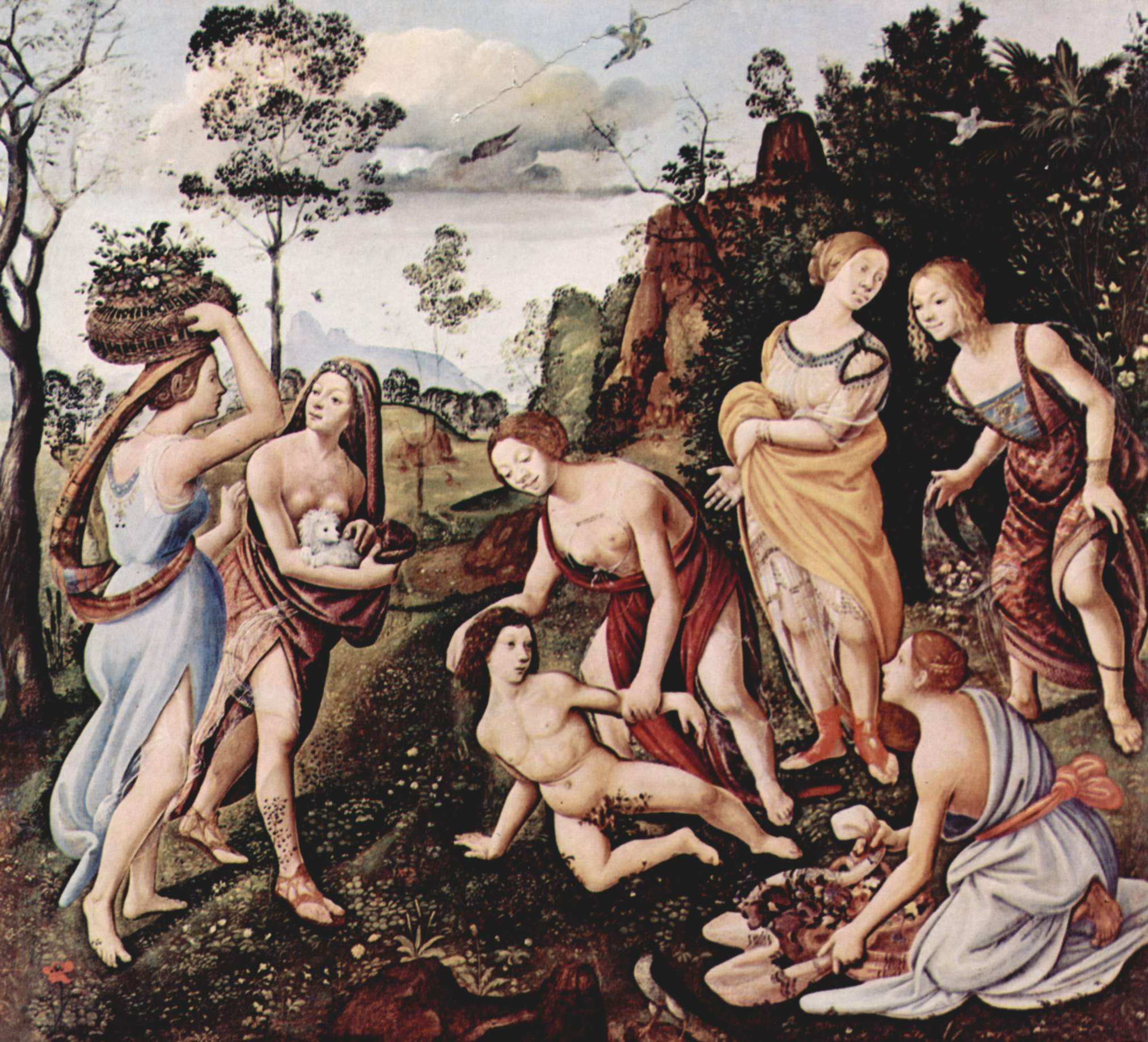
Caduta di Vulcano (1490 circa), Hartford, Wadsworth Atheneum

Piero di Cosimo fu un artista insolito, ricercato, originale, che stupisce ancora oggi per l'irrequietezza e la libertà d'invenzione fantastica. Il suo contributo nel panorama artistico dell'epoca è una nota dissonante e, proprio per questo, di grande fascino.
Nella sua pittura si colgono rimandi culturali eterogenei, che vanno dal nitore dei Primitivi fiamminghi, alla carica espressiva di Leonardo, fino all'instabilità nervosa di Filippino Lippi. Tale eclettismo ne fa un outsider, da sempre in bilico tra nostalgici ritorni al passato e slanci improvvisi verso il Manierismo. Vasari si dilungò a raccontare la sua singolare personalità, definendolo "Ingegno astratto e difforme".
«Costui era qualche volta tanto intento a quello che faceva, che ragionando di qualche cosa, come suole avvenire, nel fine del ragionamento, bisognava rifarsi da capo a racontargnene, essendo ito col cervello ad un'altra sua fantasia. Et era similmente tanto amico de la solitudine, che non aveva piacere, se non quando pensoso da sé solo poteva andarsene fantasticando e fare suoi castelli in aria […].
Egli del continuo stava rinchiuso, e non si lasciava veder lavorare, e teneva una vita da uomo più tosto bestiale che umano. Non voleva che le stanze si spazzassino, voleva mangiare all'ora che la fame veniva, e non voleva che si zappasse o potasse i frutti dell'orto, anzi lasciava crescere le viti et andare i tralci per terra, et i fichi non si potavono mai, né gli altri alberi, anzi si contentava veder salvatico ogni cosa come la sua natura, allegando che le cose d'essa natura bisogna lassarle custodire a lei senza farvi altro. Recavasi spesso a vedere o animali o erbe o qualche cosa, che la natura fa per istranezza et accaso di molte volte; e ne aveva un contento et una satisfazione che lo furava tutto a sé stesso. E replicavalo ne' suoi ragionamenti tante volte, che veniva talvolta, ancor che è se n'avesse piacere, a fastidio. Fermavasi tallora a considerare un muro, dove lungamente fusse stato sputato da persone malate e ne cavava le battaglie de' cavagli e le più fantastiche città e più gran paesi che si vedesse mai; simil faceva de' nuvoli de l'aria. Diede opera al colorire a olio, avendo visto certe cose di Lionardo fumeggiate e finite con quella diligenza estrema, che soleva Lionardo quando è voleva mostrar l'arte, e così Piero piacendoli quel modo cercava imitarlo, quantunque egli fusse poi molto lontano da Lionardo e da l'altre maniere assai stravagante: perché bene si può dire che è la mutasse quasi a ciò ch'e' faceva. E se Piero non fusse stato tanto astratto et avesse tenuto più conto di sé nella vita che egli non fece, arebbe fatto conoscere il grande ingegno che egli aveva, di maniera che sarebbe stato adorato, dove egli per la bestialità sua fu più tosto tenuto pazzo, ancora che egli non facesse male se non a sé solo nella fine e benefizio et utile con le opere a l'arte sua.
E nel vero si conosce in quel che si vede di suo uno spirito molto vario et astratto dagli altri, e con certa sottilità nello investigare certe sottigliezze della natura, che penetrano, senza guardare a tempo o fatiche, solo per suo diletto e per il piacere dell'arte; e non poteva già essere altrimenti perché innamorato di lei, non curava de' suoi comodi e si riduceva a mangiar continuamente ovva sode che per risparmiare il fuoco, le coceva quando faceva bollir la colla; e non sei, o otto per volta, ma una cinquantina, e tenendole in una sporta, le consumava a poco a poco. Nella quale vita così strettamente godeva, che l'altre appetto alla sua gli parevano servitù. Aveva a noia il piagner de' putti, il tossir de gli uomini, il suono delle campane, il cantar de' frati; e quando diluviava il cielo d'acqua, aveva piacere di veder rovinarla a piombo da' tetti e stritolarsi per terra. Aveva paura grandissima de le saette, e quando è tonava straordinariamente, si inviluppava nel mantello e serrato le finestre e l'uscio della camera, si recava in un cantone finché passasse la furia. Nel suo ragionamento era tanto diverso e vario, che qualche volta diceva sì belle cose che faceva crepar dalle risa altrui …
Non voleva che i garzoni gli stessino intorno, di maniera che ogni aiuto per la sua bestialità gli era venuto meno. Venivagli voglia di lavorare e per il parletico non poteva. Et entrava in tanta collera che voleva sgarare le mani, che stessino ferme, e mentre che è borbotava, o gli cadeva la mazza da poggiare, o veramente i pennelli, che era una compassione. Adiravasi con le mosche, e gli dava noia infino a l'ombra; e così ammalatosi di vecchiaia e visitato pure da qualche amico, era pregato che dovesse acconciarsi con Dio. Ma non li pareva avere a morire, e tratteneva altrui d'oggi in domane. Non che è non fussi buono e non avessi fede, ché era zelantissimo, ancora che nella vita fusse bestiale. Ragionava qualche volta de' tormenti che per i mali fanno distruggere i corpi e quanto stento patisce chi consumando gli spiriti a poco a poco si muore, il che è una gran miseria. Diceva male de' medici, degli speziali e di coloro che guardano gli ammalati, e che gli fanno morire di fame; oltra i tormenti degli sciloppi, medicine, cristieri et altri martorii, come il non essere lasciato dormire, quando tu hai sonno, il fare testamento, il veder piagnere i parenti e lo stare in camera al buio; e lodava la giustizia, che era così bella cosa l'andare a la morte; e che si vedeva tanta aria e tanto popolo, che tu eri confortato con i confetti e con le buone parole; avevi il prete et il popolo, che pregava per te; e che andavi con gli Angeli in paradiso; che aveva una gran sorte, chi n'usciva a un tratto. E faceva discorsi e tirava le cose a' più strani sensi che si potesse udire.» (Vasari)
Il Pudelko ha cercato di dare una interpretazione al comportamento di Piero che vada oltre la pura bizzarria o peggio la "bestialità" attribuitagli dal Vasari, noto "uomo d'ordine": «Un'angoscia quasi morbosa, un evitare tutto ciò che è normale, per non sfuggire ma impossessarsi dell'essenza delle cose; un'istintiva simpatia per le curiosità e le stranezze, perdendovisi come in un gioco; un bisogno eroico di indipendenza da ogni ordine sociale, mascherandola con una vita da bohémien, con la ricerca dell'originalità a ogni costo, attraverso una specie di buffoneria: la passionalità di un rivoluzionario ossessionato dalle proprie idee, dalla ricerca di rimedi mistici e magici per migliorare il mondo. Ogni grande arte è rivoluzionaria, ma a Piero di Cosimo importa soprattutto una vita rivoluzionaria, anche se talvolta espressa in modo bizzarro. Cerca una primitività dell'esistenza che sia una ribellione e una fuga dal proprio tempo. L'odio contro l'estremo formalismo d'una società estenuata che, anche alla corte di Lorenzo de' Medici, si compiaceva di speculazioni misticheggianti, di intellettualismi umanistici e di abbandoni retorici a romantiche civetterie naturalistiche, gli ispira un'appassionata nostalgia per l'intatta originalità e la selvaggia forza della natura. Estraneo ai romanticismi piagnucolosi, vi è in lui un senso primordiale del cosmo, alle cui eterne leggi della vita e della morte egli sente di aderire. E oscilla come tutti fra un'orgiastica volontà di vita e un'ansia profonda di morte, che assumerà forme quasi paranoiche e alla fine anche il carattere di un'autentica mania di persecuzione».

## Itinerario critico
(Gabriele D'Annunzio, Il piacere)

Visitazione tra i santi Nicola e Antonio abate (1490 circa), Washington, National Gallery

Allievo di Cosimo Rosselli, non ne subisce influssi; i suoi prestiti iniziali gli vengono da Filippino Lippi, da Domenico Ghirlandaio e da Luca Signorelli, poi da Leonardo deriva il delicato luminismo e i valori atmosferici, ma resta pittore originale per la grande fantasia e la capacità analitica che lo avvicinano ai fiamminghi e gli fanno rifiutare l'astrazione delle rappresentazioni fondate sul disegno, privilegiando, all'opposto di Botticelli, la concretezza dell'immagine fondata sui valori cromatici, come un veneziano.
«Attraverso lo studio della pittura dei Paesi Bassi perviene a una finezza di dettagli che nessun altro fiorentino ha mai raggiunto. È forse uno dei quadri più caratteristici del periodo giovanile del pittore… ogni ruga, ogni peluzzo del volto e delle mani dei due santi seduti in primo piano, perfettamente caratterizzati, furono eseguiti con una cura e un amore che meravigliano in un fiorentino. È mirabile che la disposizione di Piero al dato sensibile sia così vicina a quella dei nordici… Le due donne si fissano negli occhi, come nella consapevolezza del destino che le attende… e mentre Maria, in atto di saluto e per placare l'emozione dell'altra, pone la mano sinistra sulla spalla della vecchia Elisabetta, questa alza la mano, meravigliata che la Madre del Signore sia venuta da lei… sono legate in modo strettissimo, esprimendo partecipazione interiore e un calmo abbandono al loro destino. Psicologicamente, è la più bella Visitazione mai dipinta a Firenze.» (Knapp)

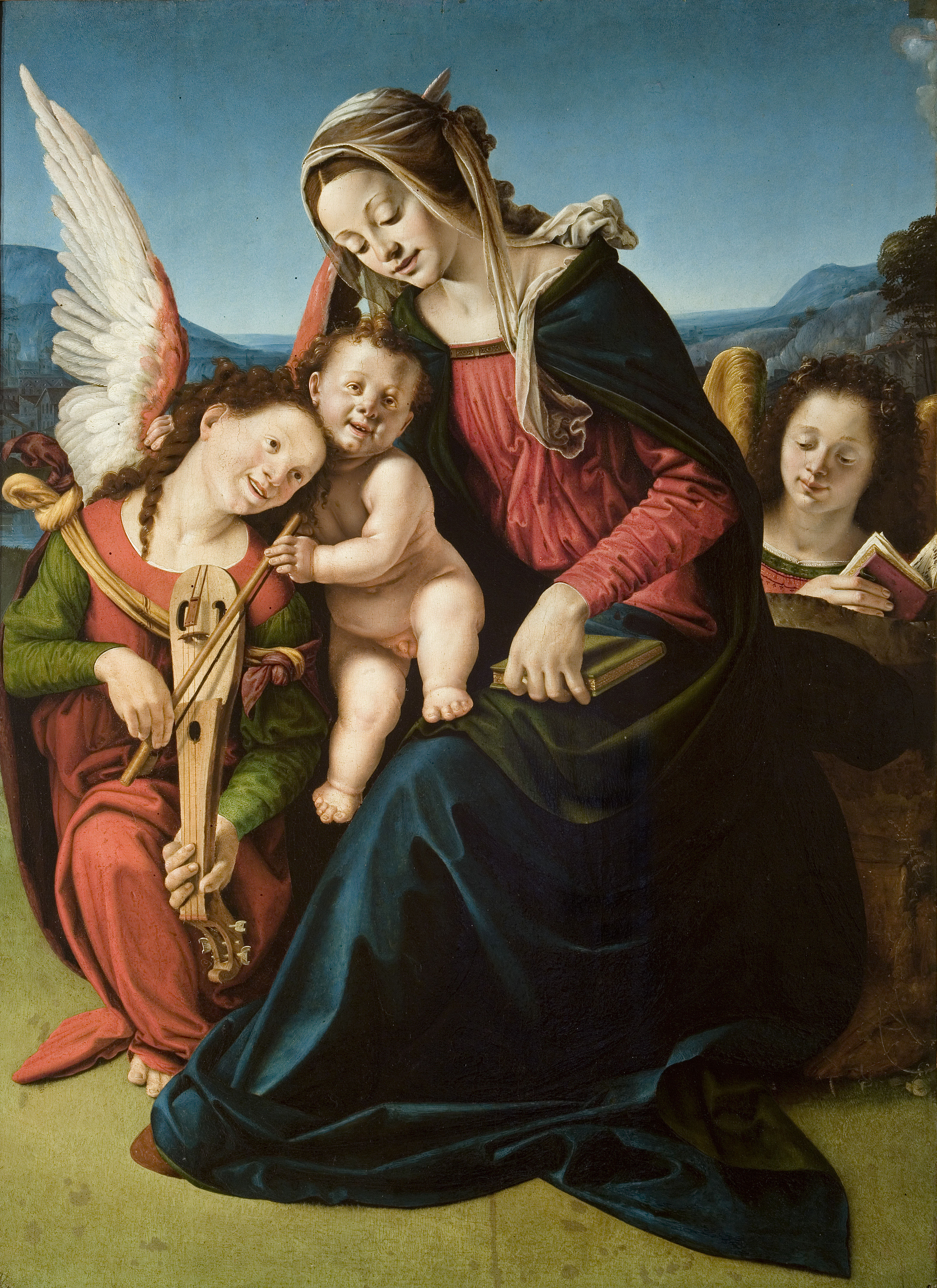
Madonna col Bambino e angeli (1507 circa), Venezia, Fondazione Giorgio Cini

Nella Madonna col Bambino e angeli, della Collezione veneziana Cini, databile intorno al 1507, «punta a una nitida messa a fuoco dell'immagine figurativa, ottenendola per via di lume e di chiaroscuro, razionalizzando cioè alla fiorentina quegli spunti che …si trovan presenti nel Trittico Portinari di Hugo van der Goes … Piero sa raggiungere … quell'effetto di immagini all'aria aperta che il suo autentico lirismo vivifica di un sapore agreste e meteorologico, dove la luce più o meno intensa e cristallina, i prati, le rocce e gli alberi – ora scarni, ora umidi, ora verdissimi – fanno subito penetrare in un clima che di volta in volta è primaverile, autunnale, gelido … il timbro, quasi elegiaco, di pomeriggio inoltrato, è quello che nasce per effetto della luce di imminente declino dalla quale l'Angelo musicante è investito in pieno e da cui le altre figure sono gradatamente delucidate…» (Zeri)
"Come conciliare l'esattezza significante dei minimi oggetti...con la prospettiva che tutto ragguaglia, con l'antico che scoraggia con la sua autorità l'esperienza attuale e diretta del mondo?... si tratta di trovare una via di mezzo, che allenti il rigore prospettico e permetta di variare la messa a fuoco degli oggetti, ma nello stesso tempo dia alla presenza degli oggetti sicura consistenza spaziale. Il ritratto di Simonetta Vespucci e quello di Giuliano di Sangallo rappresentano bene i dati estremi del problema: lineare, pieno di simbolismo sottile, fiorentino nell'acredine puntigliosa del segno e del colore, lirico come un sonetto del Poliziano o di Lorenzo, il primo; nuovissimo nella messa a fuoco che lega la figura allo spazio e dà un significato spaziale perfino alle penne sul davanzale, il secondo. Ma il nuovo elemento di coesione spaziale è il veicolo atmosferico e luminoso: Piero di Cosimo ha capito che la soluzione più giusta...l'ha ormai trovata Leonardo.
Il secondo problema, dell'antico, è più complesso e Piero lo risolve in modo originale rinunciando all'autorità, ma non al fascino dell'antico. Con un'intuizione che negli stessi anni si fa strada anche nella cultura veneta, non cerca più la filosofia, né la storia, ma la poesia dell'antico. Nascono così, quasi a contrasto con il classicismo storico che va affermandosi a Roma, le elegie mitografiche, per lo più ispirate a Ovidio. Procri morta, ma ancora tiepida e rosea nelle carni morbide, fa pensare a quelle fanciulle che talvolta si ritrovavano intatte e come dormienti negli antichi sarcofagi: e si gridava al miracolo. Ma al di là del corpo spirante, del fauno contrito, della sagoma nera del cane triste, il paesaggio dilegua in trasparenze di acque e vapori di cielo. L'antico non è più la grande lezione storico – naturalistica, che insegna a vivere nella piena coscienza di sé e del mondo: è la nostalgia di un mito dissolto e di un tempo perduto, sentimento della morte.” (Argan).
Col suo tono elegiaco, il trattamento che Piero riserva alle bestie ibride (satiri) nelle Scene di caccia di New York è lontanissimo dalle rappresentazioni decisamente più dispregiative che erano state riservate a queste creature dalla tradizione visiva del Rinascimento italiano. La rappresentazione compassionevole di un satiro da parte di Piero trova invece paralleli sorprendenti a Nord delle Alpi, nei dipinti e negli esempi grafici di grandi maestri tedeschi come Albrecht Dürer. Il satiro inginocchiato è la compassione incarnata, totalmente umano nella profondità e sincerità del suo dolore nonostante l'apparenza metà uomo e metà bestia; scosta dolcemente la ciocca di capelli dalla fronte della ninfa e le tocca la spalla quasi a volerla svegliare. La forma della tavola e la disposizione delle figure rinvia a quella con Venere, Marte e Cupido della Gemäldegalerie di Berlino, che il Vasari custodiva nella sua collezione. Tuttavia manca nella tavola londinese il solido collegamento presente nella tavola di Berlino con la tradizione di Lucrezio o Marsilio Ficino: la tavola di Londra sfugge all'identificazione con un riferimento testuale specifico. La storia si ricollega alla Morte di Procri, narrata nelle Metamorfosi di Ovidio, in un racconto tragico e moraleggiante in cui la ninfa viene uccisa per errore dal consorte Cefalo, principe di Atene, a cui ella aveva donato una lancia magica per la caccia, che non falliva mai il bersaglio. Nella tavola di Piero la lancia è assente e il cane marrone col capo chino in segno di lutto non dovrebbe esserci, in quanto Lelapo, segugio che Procri aveva donato al marito era stato pietrificato in un precedente episodio, sempre narrato da Ovidio. Inoltre nel racconto ovidiano non è un satiro che scopre la ninfa, ma è lo stesso Cefalo. Un satiro ha un ruolo importante in un'altra opera teatrale, (1468) di Niccolò da Correggio, che tratta analogo tema, tuttavia non è un personaggio compassionevole, ma impiccione. Quindi in questo caso Piero non illustra un mito antico specifico o una sua variante contemporanea conosciuta, ma libera la fantasia per reinterpretare una istoria alla luce delle sue consuete fantasie secolari, trasformandola in una personalissima invenzione.

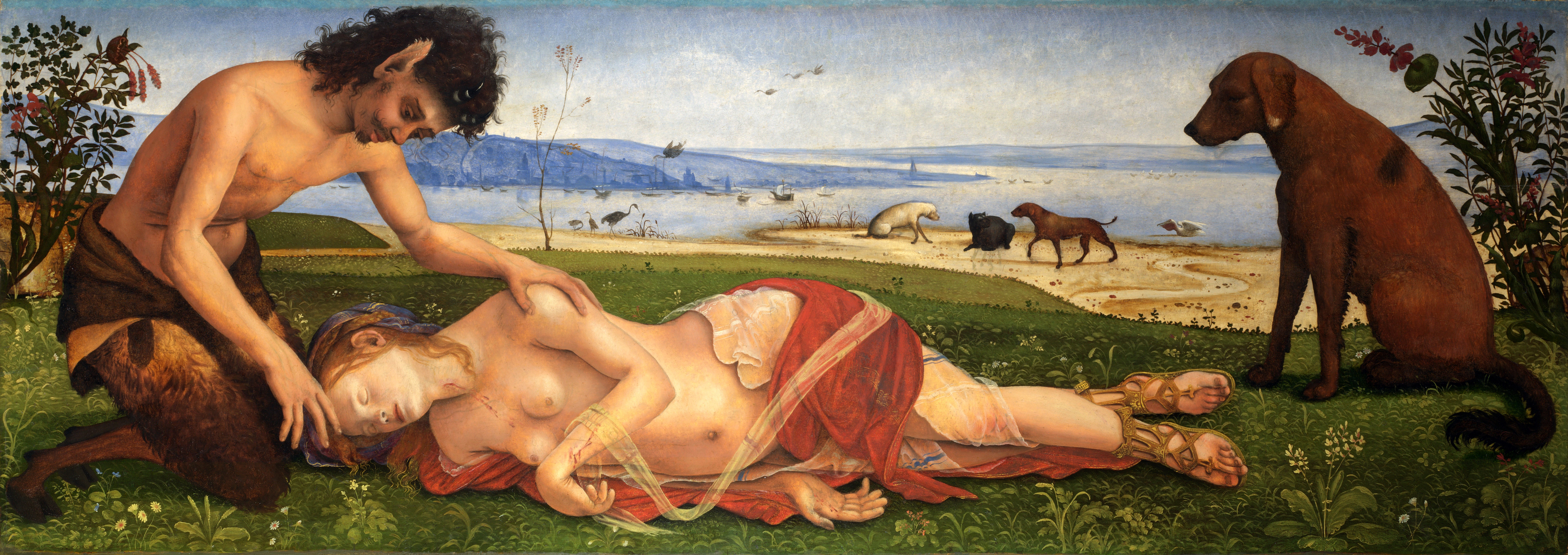
Morte di Procri (1495 circa), Londra, National Gallery

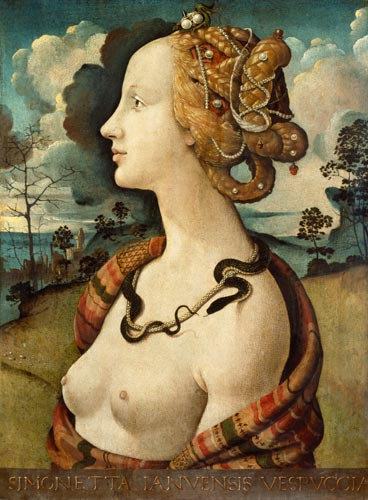
Ritratto di Simonetta Vespucci come Cleopatra (1483 circa), Chantilly, Musée Condé
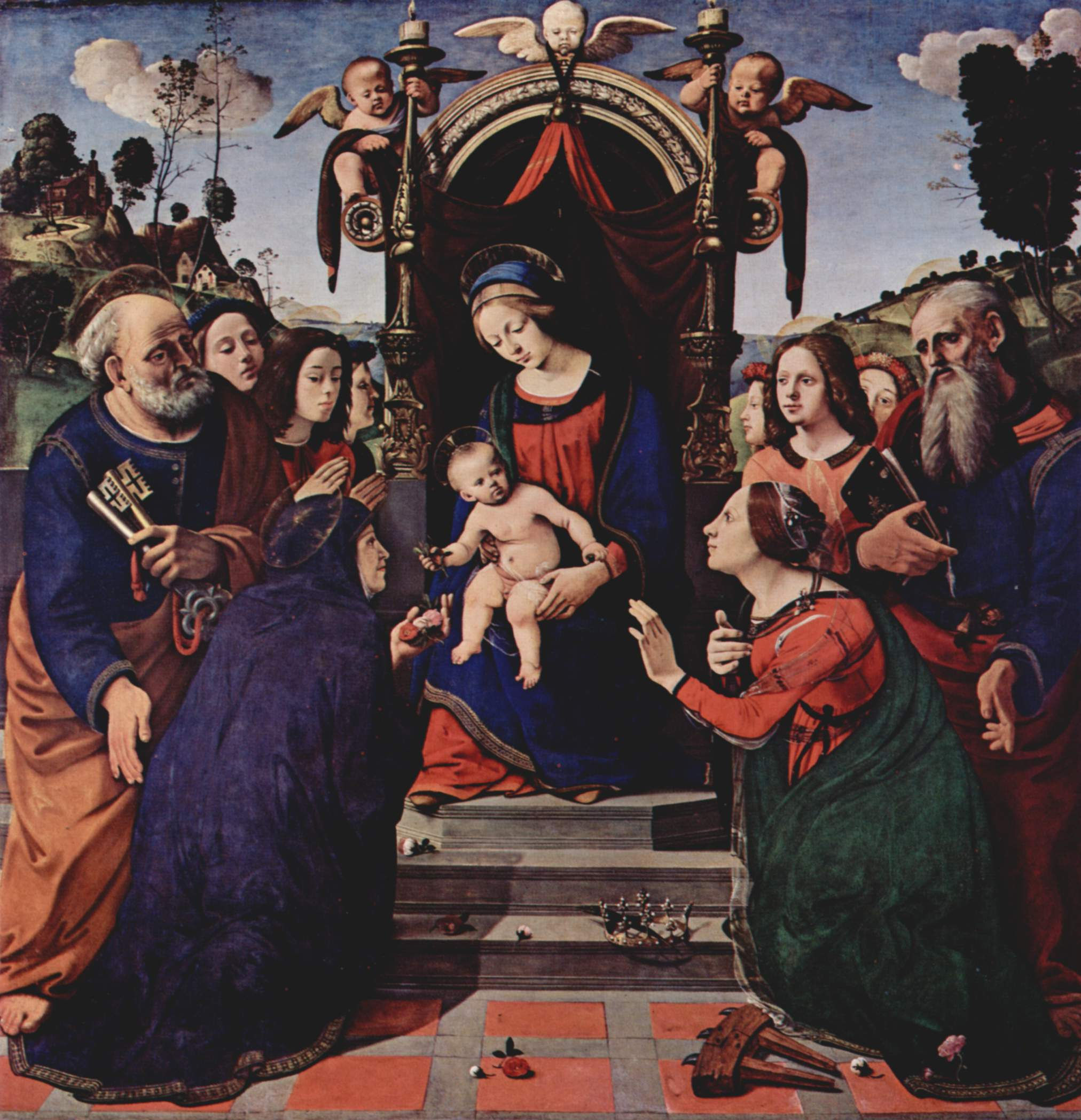
Sacra Conversazione Del Pugliese (1485 circa), Firenze, Spedale degli Innocenti
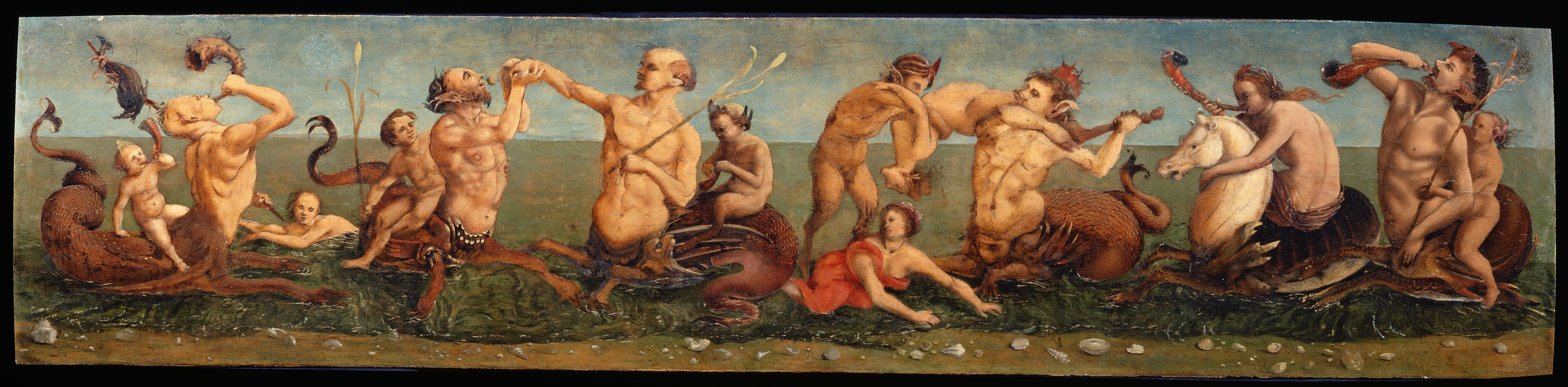
Piero di Cosimo, Tritoni e Nereidi, Milano, collezione Altomani

## Opere
- Madonna col Bambino, tempera su tavola, 49x38 cm, Firenze, collezione privata
- Paesaggio, parte della Predica di Cristo e guarigione del lebbroso di Cosimo Rosselli, affresco, Città del Vaticano, Cappella Sistina
- Madonna col Bambino e i santi Lazzaro e Sebastiano, tempera su tavola, 166x125 cm, Montevettolini, Chiesa dei Santi Michele Arcangelo e Lorenzo Martire
- Immacolata Concezione e i santi Francesco, Gerolamo, Bonaventura, Bernardo, Agostino e Tommaso d'Aquino, 1476-1480 circa, olio su tavola, 184x178 cm, Fiesole, chiesa di San Francesco (firmata e datata)
- Madonna col Bambino e i santi Giovanni Battista e Tommaso, 1480 ca., olio su tavola, 202x165 cm, Borgo San Lorenzo, pieve di San Lorenzo
- Madonna col Bambino in trono e i santi Onofrio e Agostino, 1480 circa, tempera su tavola, 205x174 cm, Newark, The Alana Collection
- San Giovannino, 1480 circa, tempera su tavola, 28x23 cm, New York, Metropolitan Museum
- Ritratto di Simonetta Vespucci come Cleopatra, 1480 circa, tempera su tavola, 57x42 cm, Chantilly, Musée Condé
- Madonna col Bambino tra angeli, san Giovannino e Maria Maddalena, 1485 circa, tempera su tavola, Strasburgo, Musée des Beaux-Arts
- Madonna col Bambino, 1485-1490 circa, olio su tavola, 83x65 cm, Stoccolma, collezioni reali
- San Giovanni Evangelista a Patmos,  1485-1490 circa, olio su tavola, 92x77,5 cm, Praga, Národní Galerie
- Madonna col Bambino e i santi Onofrio e Agostino, tempera su tavola, 205x175 cm, Rennaz (Svizzera), collezione privata
- Pala Del Pugliese (Madonna in trono col Bambino e i santi Pietro, Giovanni Battista, Nicola e Domenico), 1485-1490 circa, tempera su tavola, 166, 5x113 cm, Saint Louis (Missouri), City Art Museum
  - Predella : Bruciamento dei libri degli Albigesi, tempera su tavola, 23,5x39,5 cm, San Giovannino e Gesù Bambino, tempera su tavola, 23,5x39,5 cm, San Nicola abbatte gli idoli, tempera su tavola, 23,5x39,5 cm
- Visitazione con i santi Nicola di Bari e Antonio Abate, 1490 circa, olio su tavola, 184x189 cm, Washington, National Gallery of Art
- Adorazione del Bambino, 1490-1500 circa, tondo, olio su tavola, diam. 160 cm, Toledo, Toledo Museum of Art
- San Girolamo in meditazione, 1495-1500 circa, tondo, olio su tavola, diam. 74 cm, Firenze, Museo Horne
- Sacra Famiglia e angeli, tondo, olio su tavola, diam. 165 cm, Dresda, Gemäldegalerie
- Sacra Conversazione Del Pugliese, 1493, olio su tavola, 203x197 cm, Firenze, Galleria dello Spedale degli Innocenti
- Madonna della Colomba, 1490 circa, olio su tavola, 87x58 cm, Parigi, Louvre
- Venere, Marte e Amore, 1490 circa, olio su tavola, 72x182 cm, Berlino, Gemäldegalerie
- Battaglia tra Centauri e Lapiti, olio su tavola, 71x260 cm, Londra, National Gallery
- Tritoni e nereidi con satiri e ittiocentauri, olio su tavola, 37x158 cm, Milano, collezione Altomani
- Tritoni e nereidi con satiri, olio su tavola, 37x158 cm, Washington, Collezione Blanton Freedberg
- Madonna col Bambino, San Giovannino, Girolamo e Bernardo di Chiaravalle, 1495 circa, olio su tavola, tondo, diam. 93 cm, Strasburgo, Musée des Beaux-Arts
- Santa Maria Maddalena, 1490-1495 circa, tempera su tavola, 72x53 cm, Roma, Gallerie Nazionali Barberini Corsini, Palazzo Barberini
- San Giovanni Evangelista, 1490-1495 circa, olio su tavola, 83x59 cm, Honolulu, Academy of Fine Arts
- Morte di Procri, 1495 circa, olio su tavola, 65x183 cm, Londra, National Gallery
- Allegoria, 1500 circa, olio su tavola, 56x45 cm, Washington, National Gallery of Art
- Dittico con Ritratto di Giuliano da Sangallo, 1500 circa, olio su tavola, 47,5x33,5 cm, e Ritratto di Francesco Giamberti, 1500 circa, olio su tavola, 47,5x33,5 cm, Amsterdam, Rijksmuseum
- Adorazione del Bambino, 1500 circa, olio su tavola, tondo, diam. 146 cm, Budapest, Szépművészeti Múzeum
- Ritratto di giovane, 1500 circa, olio su tavola, 40,5×38,7 cm, Londra, Dulwich Picture Gallery
- Storie dell'umanità primitiva, 1500-1505 circa
  - Caccia primitiva, olio su tavola, 71x168 cm, New York, Metropolitan Museum
  - Ritorno dalla caccia, olio su tavola, 71x169 cm, New York, Metropolitan Museum
  - Incendio nella foresta, olio su tavola, 71x203 cm, Oxford, Ashmolean Museum
  - Ritrovamento di Vulcano, olio su tela, 155x174 cm, Hartford, Connecticut, Wadsworth Atheneum
  - Vulcano ed Eolo maestri dell'umanità, olio su tela, 155,6x166,4 cm, Ottawa, National Gallery of Canada
- Ritratto di donna (Semiramide Appiani?), 1500-1510 circa, olio su tavola, 50x37 cm, Firenze, Gallerie degli Uffizi, Galleria Palatina
- Incarnazione di Cristo, 1505 circa, olio su tavola, 206x172 cm, Firenze, Galleria degli Uffizi
- Madonna col Bambino, San Giovannino e angeli, olio su tavola, tondo, diam. 85 cm, San Diego, Museum of Art
- Madonna col Bambino, San Giovannino e un angelo, 1500-1510 circa, olio su tavola, tondo, diam. 129 cm, San Paolo, Museo d'Arte
- Adorazione del Bambino, olio su tavola, tondo, diam. 115 cm, Firenze, collezione privata
- Adorazione del Bambino con San Giovannino e angeli musicanti, olio su tavola, tondo, diam. 144 cm, San Pietroburgo, Ermitage
- Adorazione del Bambino con san Giovannino e angeli musicanti, 1505, tempera su tavola, tondo, diam. 140 cm, Roma, Galleria Borghese
- Passione di Cristo, 1505 circa, olio su tavola, Firenze, Palazzo Vecchio, Collezione Loeser
- Madonna con il bambino con i santi Giovanni Battista , Cecilia e due angeli, olio su tavola, 1505 ca, tondo, diam 75 cm, Chicago, Art Institute of Chicago
- Madonna col Bambino e angeli, 1505-1510 circa, olio su tavola, 116x85 cm, Venezia, Fondazione Giorgio Cini, Palazzo Loredan Cini
- Scoperta del miele, 1505-1510 circa, olio su tavola, 80x128,5 cm, Worcester, Art Museum
- Disavventure di Sileno, 1505-1510 circa, olio su tavola, 76,2x126,5 cm, Cambridge (Massachusetts), Fogg Art Museum
- Natività con San Giovannino, olio su tavola, tondo, diam. 146 cm, Washington, National Gallery of Art
- Adorazione del Bambino, 1510 circa, olio su tavola, tondo, diam. 116 cm, Firenze, Musei del Bargello, Casa Martelli
- San Pietro e San Paolo, 1510 circa, olio su tavola, tondo, diam.105,5, Firenze, Gallerie degli Uffizi, Galleria Palatina
- Liberazione di Andromeda, 1510-1513 circa, olio su tavola, 70x123 cm, Firenze, Galleria degli Uffizi
- Volto Santo di Lucca, olio su tavola, 160x120,5 cm, Budapest, Szépművészeti Múzeum
- Pietà e i santi Giovanni Evangelista, Maria Maddalena e Martino, olio su tavola, 190x112 cm, Perugia, Galleria nazionale dell'Umbria
- Mito di Prometeo, 1515 circa, olio su tavola, 68x120 cm, Monaco di Baviera, Alte Pinakothek
- Mito di Prometeo, 1515 circa, olio su tavola, 64x116 cm, Strasburgo, Musée des Beaux-Arts
- Madonna col Bambino e angeli, olio su tavola, tondo, diam. 88 cm, collezione privata
- Sacra Famiglia con san Giovannino, 1520 circa, olio su tavola, 118x186 cm, Venezia, Fondazione Giorgio Cini, Palazzo Loredan Cini
- Madonna col Bambino, san Giovannino, santa Margherita e angeli, 1515-1520 circa, olio su tavola, tondo, diam. 135 cm, Tulsa, Philbrook Art Center
- Sacra Famiglia con san Giovannino e angeli, olio su tela, tondo, diam. 152 cm, San Pietroburgo, Ermitage
- Costruzione di un edificio, 1515-1520 circa, olio su tavola, 82,5x199,5 cm, Sarasota, Ringling Museum of Art
- Due angeli con corona e turiboli, olio su tavola, 69x182 cm, Edimburgo, National Gallery of Scotland
- Madonna col Bambino e i santi Domenico e Gerolamo, olio su tavola, 209x205,7 cm, New Haven, Yale University Art Gallery
- Due angeli, olio su tavola, 67x87 cm, Boston, Museum of Fine Arts
- Due angeli, olio su tavola, 67x87 cm, Boston, Church of the Advent